# Ayensua uaipanensis
Ayensua es un género monotípico de plantas con flores perteneciente a la familia  Bromeliaceae. Su única especie: Ayensua uaipanensis (Maguire) L.B.Sm.,  es originaria de Venezuela.

## Taxonomía
Ayensua uaipanensis fue descrita por (Maguire) L.B.Sm. y publicado en Memoirs of The New York Botanical Garden 18(2): 29, f. 5A. 1969.
Etimología
Ayensua: nombre genérico otorgado en honor de Edward Solomon Ayensu, biólogo de Ghana.
Sinonimia
- Barbacenia uaipanensis Maguire, Mem. New York Bot. Gard. 9: 477 (1957).
- Vellozia uaipanensis (Maguire) L.B.Sm., Contr. U. S. Natl. Herb. 35: 267 (1962).
- Brocchinia uaipanensis (Maguire) Givnish, Aliso 23: 15 (2007).[1]